# Ẩm thực Chile

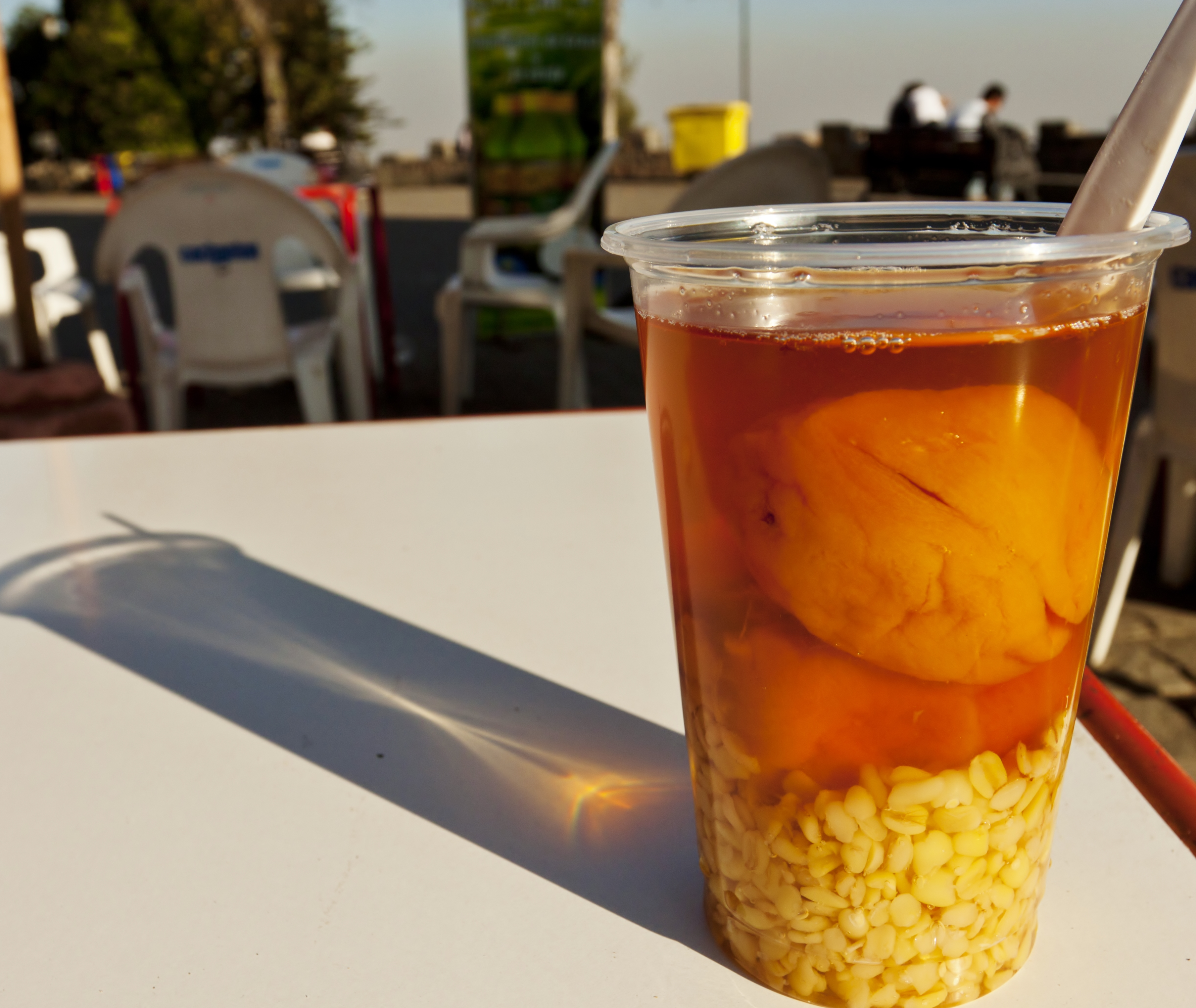
Mote con huesillo

Ẩm thực Chile chủ yếu bắt nguồn từ sự kết hợp của ẩm thực Tây Ban Nha truyền thống và văn hóa Mapuche của người bản địa Chile và các nguyên liệu địa phương, và những sự ảnh hưởng quan trọng từ các loại ẩm thực châu Âu khác, đặc biệt là từ ẩm thực Đức, Ý và Pháp.
Truyền thống thực phẩm và công thức nầu ăn tại Chile nổi bật về sự đa dạng trong hương vị và nguyên liệu, với sự đa dạng trong địa lý và khí hậu của quốc gia này giúp nó có nhiều sản phẩm nông nghiệp, hoa quả và rau. Bờ biển dài và quan hệ của người dân với Thái Bình Dương giúp cho ẩm thực Chile có rất nhiều loại hải sản. Vùng nước của quốc gia này có một số loài cá, động vật thân mềm, động vật giáp xác và tảo có một không hai, nhờ có dòng nước giàu oxy thuộc hải lưu Humboldt.
Chile còn là một trong những nhà sản xuất lớn nhất của rượu vang và nhiều công thức nấu ăn của Chile được nâng cấp và đi kèm bởi các loại rượu vang địa phương.